# Phare de Roanoke River
Le phare de Roanoke River (en anglais : Roanoke River Light) était un phare situé sur le front de mer de Edenton dans le Comté de Chowan en Caroline du Nord. Le phare se trouvait autrefois dans la baie d'Albemarle] à l'embouchure de la rivière Roanoke, de l'autre côté du détroit où il se trouvait actuellement. Il est le seul phare survivant en l'état dans l'État, depuis, il a été déplacé deux fois et une réplique de celui-ci a été érigée à un quatrième endroit dans le comté de Washington.

## Historique
Un bateau-phare fut placé à cet endroit en 1835. Ce navire arborait un agencement de feux rouges, bleus et verts et a survécu jusqu’à la guerre de Sécession, où il a été capturé par les forces confédérées et a finalement été emmené sur la rivière Roanoke. 
La première structure permanente a été érigée en 1866, un phare de type Screw-pile lighthouse similaire à ceux de la région. Ce phare a brûlé en mars 1885 et a été reconstruit la même année. Cependant, l'hiver suivant, de la glace en mouvement a cassé deux des pieux et a renversé la maison-phare. 
Une nouvelle construction a été érigée sur le même site en 1887, une autre structure de même type. La nouvelle lumière comportait deux étages plutôt que le seul étage habituel, et la lanterne abritant la lampe reposait sur une tour s'élevant d'un coin du bâtiment, plutôt que d'être montée au centre du toit. La lumière était équipée d'une lentille de Fresnel de quatrième ordre. 
La circulation maritime dans la région a diminué au XXe siècle et, en 1941, la lumière a été mise hors service, mais laissée en place. Le phare resta inoccupé jusqu'au milieu des années 50. En 1955, il fut acheté à la Garde côtière par Elijah Tate, un homme de la ville locale, pour 10 dollars. Il a revendu le feu de Roanoke River à Emmett Wiggins, un opérateur de remorqueur qui exploitait également une entreprise de sauvetage en mer. La solution de Wiggins pour déplacer la lumière était de récupérer un surplus de Landing Craft Infantry (LCI) et de le placer sous la structure, après avoir partiellement inondé sa barge improvisée et enlevé tous les pilotis sauf ceux situés aux quatre coins. Le phare a été déplacé sur un rivage situé à l'embouchure de Filbert's Creek, juste à l'ouest d'Edenton, où il est resté plus de cinquante ans. il a servi de résidence à Wiggins de 1960 à sa mort en 1995.

### La réplique

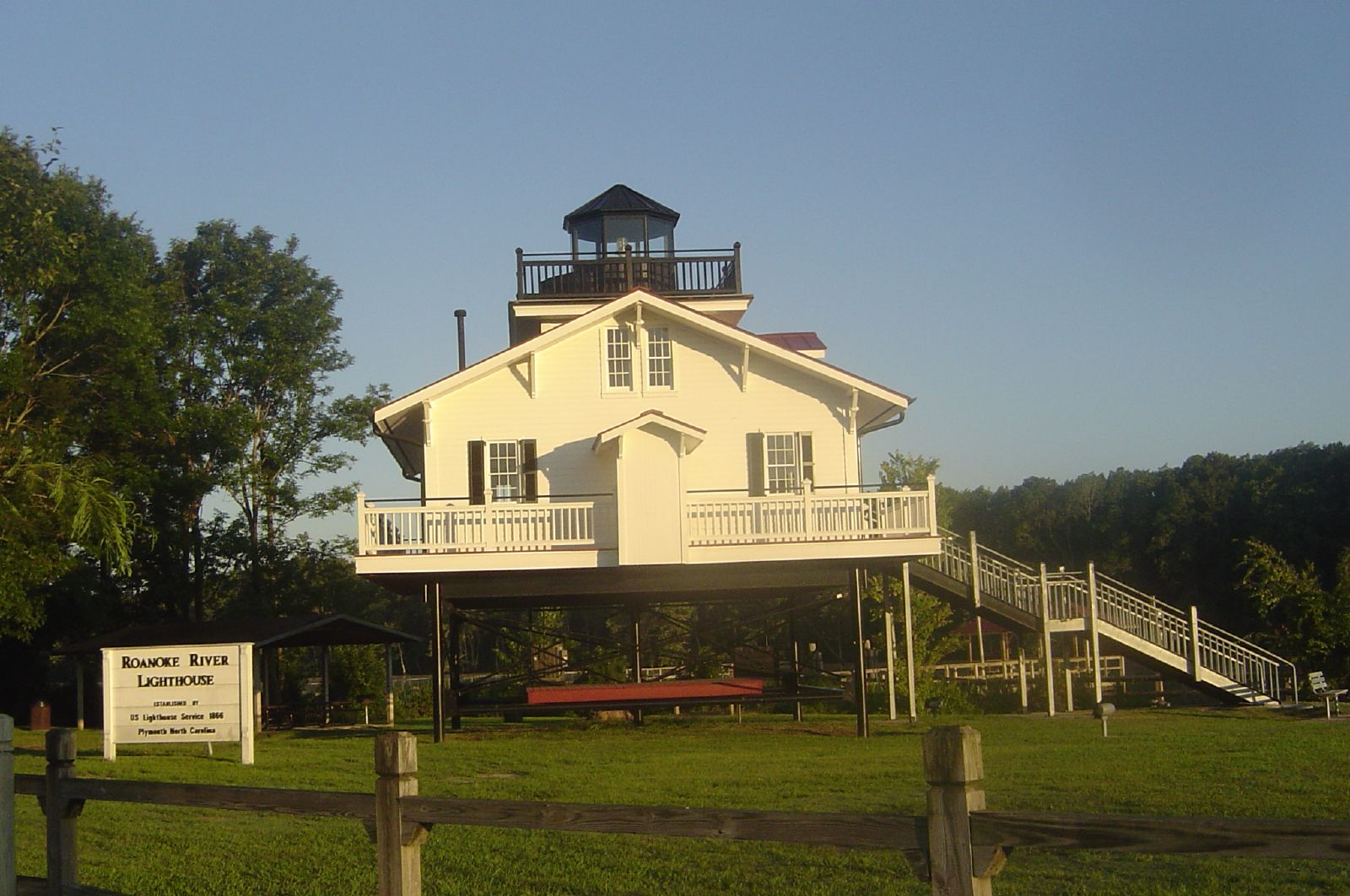
Réplique du phare

Des responsables du musée maritime de Plymouth avaient contacté Wiggins pour l’acquérir, mais la vente n’a pas été finalisée avant son décès et le prix de 1 million de dollars demandé par ses héritiers a été rejeté. Au lieu de cela, ils ont décidé de construire une réplique de celui-ci, en utilisant des plans archivés. La construction de la réplique a commencé en 2001 et s’est achevée en 2003. Cette réplique se trouve juste en face du musée de la mer .

### Le phare d'origine

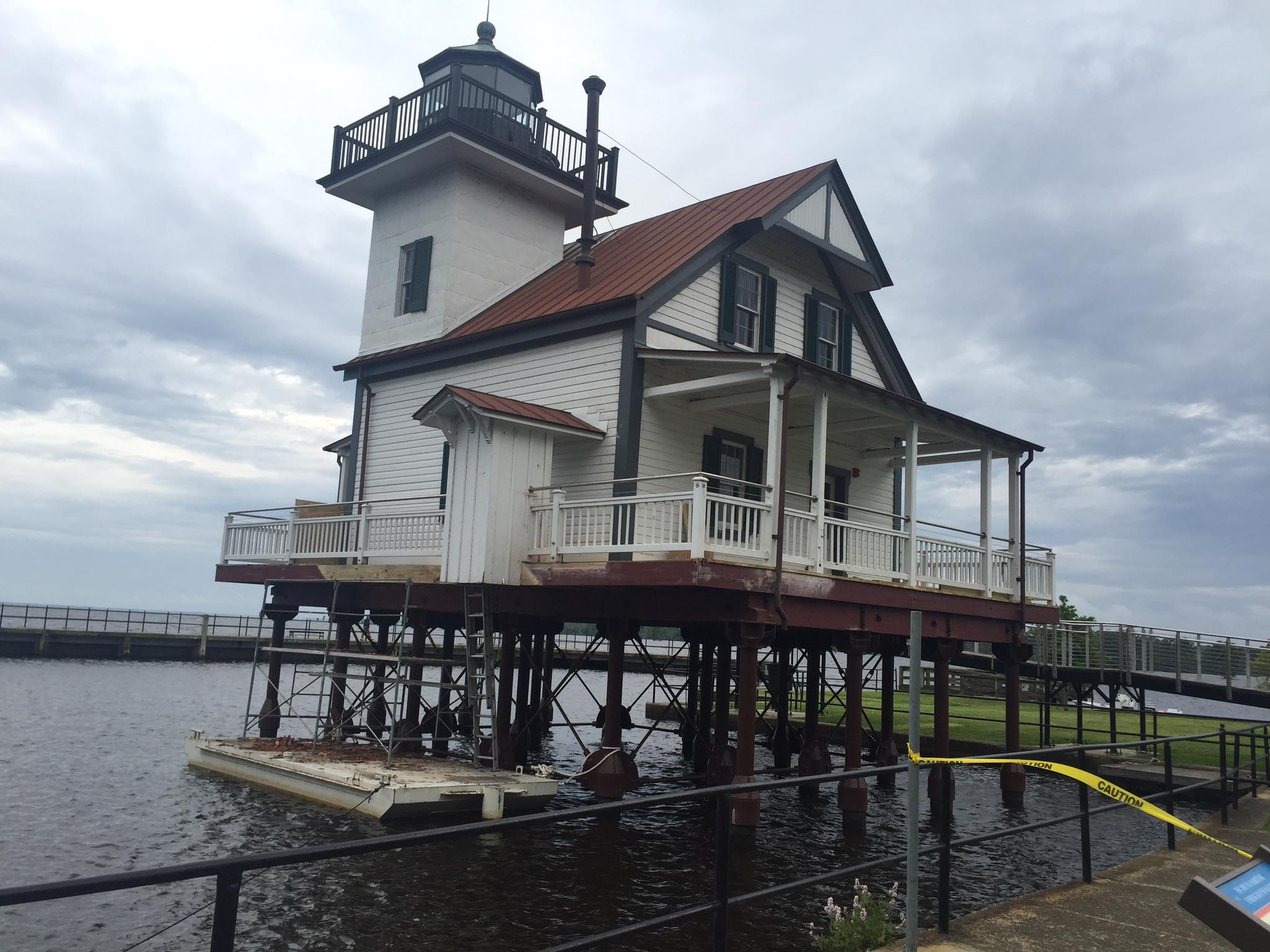
L'ancien phare restauré

En 2007, la société d'histoire d'Edenton a réussi à acheter le phare d'origineau prix de 225.000 dollars. Le 23 mai 2007, il a été déplacé par barge vers le front de mer de la ville. En 2009, l'État de Caroline du Nord a consacré 1,2 million de dollars à la restauration du phare. Puis, au printemps 2010, les employés de la société de construction AR Chesson, qui préparaient le nouveau site du phare, ont senti une odeur qui a ensuite été identifiée comme étant du pétrole. La contamination, probablement causée par une compagnie pétrolière qui occupait auparavant le site, a amené la ville d'Edenton, le propriétaire, à demander un permis pour repositionner en permanence le phare au-dessus de l'eau. 
Les travaux de restauration structurelle ont commencé en 2010 avec un toit de remplacement dans le même matériau que la construction d'origine et toutes les portes et fenêtres ont été restaurées et remplacées. La restauration de l'intérieur, avec des meubles d'époque, a été achevée en 2014.
Le phare est maintenant l'un des sites historiques visitables d'Edenton.
Identifiant : ARLHS : USA-694 .

### Lien connexe
- Liste des phares en Caroline du Nord